# Budapesti Zsidó Hitközség
A Budapesti Zsidó Hitközség (rövidítve: BZSH) a magyarországi zsidóság budapesti „egyházkerülete”, hitközsége 1950 óta. Alapításakor az Állami Egyházügyi Hivatal által a zsidó vallási élet totális irányítására létrehozott Magyar Izraeliták Országos Képviselete (MIOK), a rendszerváltás óta pedig a MIOK-ból lett Magyarországi Zsidó Hitközségek Szövetsége (MAZSIHISZ) totális kontrollja és vezetése alatt áll.
1994-ben az ortodoxok újraalapították saját hitközségüket, ahogy más irányzatok is kiváltak később (például: az Egységes Magyarországi Izraelita Hitközség), így ma már a MAZSIHISZ-hez hasonlóan kizárólag a neológ irányvonalat képviseli.

## Története
A hitközség 1950-ben jött létre, amikor a szovjet mintára kiépülő kommunista hatalom az egyházakat, köztük a magyarországi izraelita egyházakat is szoros felügyelete alá vonta. Ekkor az összes Nagy-Budapest területén működő hitközséget, tekintet nélkül azok ortodox, neológ vagy más irányzatára (Budai Izraelita Hitközség, Pesti Izraelita Hitközség, Óbudai Izraelita Hitközség, illetve a Budapesthez csatolt településekét) egyetlen hitközségbe vonták össze. Az összevonást egyrészt a második világháború eseményei, azon belül főleg a Holokauszt következtében 1946-ra közel 52,3 százalékban megfogyatkozott létszámú fővárosi zsidó közösség, másrészt a könnyebb kommunista állami felügyelet és befolyás indokolta.
Központját a második világháború előtt a világ egyik legnagyobbjaként számon tartott egykori Pesti Izraelita Hitközség Síp utcai székházában rendezték be, ahová a Magyar Izraeliták Országos Képviselete (MIOK), a teljes zsidó vallási élet kontrollálására létrehozott ernyőszervezet is beköltözött.
Mivel a Budapesten kívüli zsidóság szinte teljesen megszűnt, a gyakorlatban a BZSH és a MIOK nagyrészt ugyanazokból állt, ami a rendszerváltás után is megmaradt, csak a MIOK-ből Magyarországi Zsidó Hitközségek Szövetsége (MAZSIHISZ) lett. A BZSH a mai napig is a legerősebb hitközsége a magyar zsidóságnak, nagyobb mint az országos Mazsihisz, hiszen az alá tartozó körzetek tagszáma jóval meghaladja a Mazsihisz által irányított vidéki zsidó közösségek összes létszámát. Emellett a BZSH a fenntartója a Kozma utcai zsidó temetőnek, valamint valamennyi fővárosban működő vagy már használaton kívüli temetőnek, a kóser konyhának, a Scheiber Sándor zsidó Iskolának, a Benjamin zsidó óvodának, a Bálint Háznak, valamint az újpesti szeretetotthonnak is.
A hitközséghez tizenöt zsinagóga, illetve imaház tartozik, amik alapján 15 körzetre van bontva, egészen pontosan a Budai (Frankel Leó utcai zsinagóga), az Újpesti (újpesti zsinagóga) a Vasvári (Vasvári Pál utcai zsinagóga), a Hunyadi téri (Hunyadi téri zsinagóga) a Dohány utcai (Dohány utcai zsinagóga), a Bethlen téri (Bethlen téri zsinagóga), a Nagy Fuvaros utcai (Nagyfuvaros utcai zsinagóga), a Bérkocsis utcai (ORZSE), Páva utcai (Páva utcai zsinagóga), a Lágymányosi (Bét Sálom zsinagóga), a Hegedűs Gyula utcai (Hegedűs Gyula utcai zsinagóga), a Dózsa György úti (Dózsa György úti zsinagóga), a Zuglói (Zuglói zsinagóga), az Amerikai úti (Izraelita Szeretetkórház) és a Dél-Pesti körzetekre (Pesterzsébeti imaház).
A mai Budapest területén található és még álló többi zsinagóga vagy másik irányzathoz tartozik (például az óbudai zsinagóga az EMIH-hez), vagy használaton kívül van (ilyen például a ma könyvraktárként funkcionáló rákospalotai zsinagóga).
A BZSH első, majd örökös tiszteletbeli elnöke dr. Kéri Lajos, utódja Streit Sándor, később   Tordai Péter volt, de 2014 október 29-én az ellene felmerült tisztességtelen gazdálkodás vádja miatt a BZSH közgyűlése megvonta tőle a bizalmat és visszahívta tisztségéből. Ügyvezető igazgatója 1991-től 2014-es lemondásáig Zoltai Gusztáv volt, aki a MAZSIHISZ-ben is ugyanezt a tisztséget töltötte be, szintén 1991 óta. Zoltai a MAZSIHISZ-es posztját megtartotta. A BZSH-ban helyére Schwezoff Dávidot választották meg 2014 július 3-án. Schwezoffról alig pár nappal később, július 9-én kiderült, hogy korábban katolikus kántor, illetve transzvesztita előadó is volt, mielőtt a zsidó hitközségbe került. Heisler András, a MAZSIHISZ elnöke mindvégig ellenségesen lépett fel vele szemben. Folyamatosan támadta a sajtón keresztül és levélben is követelte a BZSH elnökétől Schwezoff azonnali felfüggesztését. Az Agrobank-perben korábban  elítélt Kunos Péter Mazsihisz ügyvezető igazgató és Frölich Róbert a Dohány utcai zsinagóga rabbija (akit a zsinagóga beléptetési rendszere körüli visszaélések miatt rövid időre koncepciózusan fel is függesztettek posztjáról), valamint a küldöttek teljea létszámának összefogásával végül a 2015. január 15-én tartott (alapszabály szerint összehívott rendkívüli közgyűlésen) sikerült elérniük Schwezoff visszahívását. A következő alkalommal  Ács Tamást elnökké, valamint Kunos Pétert ügyvezető igazgatóvá választották. Ács Tamást 2019. március 28-án Mester Tamás váltotta az elnöki székben.